# ゴリラクリニックベースボール
ゴリラクリニックベースボールは、東京都台東区に本拠地を置き、全日本軟式野球連盟に加盟する社会人軟式野球の実業団チームである。運営元はライズネット株式会社だが、チーム名にはスポンサーの「ゴリラクリニック（医療法人社団十二会）」を冠している。
監督は、元プロ野球選手（北海道日本ハムファイターズ-東京ヤクルトスワローズ）の今浪隆博。

## 概要
2024年9月に静岡県で開催された天皇賜杯第79回全日本軟式野球大会ENEOSトーナメントに東京都代表として出場し、創部わずか5年で優勝を果たした軟式野球実業団チーム。
同大会の優勝は、東京都として26年ぶりとなり、優勝報告の為、小池百合子東京都知事を表敬訪問した。

## 主要大会の出場歴・最高成績
- 天皇賜杯全日本軟式野球大会：出場4回、優勝1回（2024年）、準優勝1回（2023年）、4強1回（2021年）[7]
- MLBドリームカップ NATIONAL CHAMPIONSHIP：準優勝1回（2023年）[8]